# Albert Tricot
Pour les articles homonymes, voir Tricot (homonymie).
Le chevalier Albert Tricot (1920 - 2010) est un chirurgien de formation, qui a développé en Belgique une nouvelle vision de la réadaptation des personnes handicapées dans les années 1950. Il a introduit le sport dans la réadaptation des personnes moins valides en Belgique avec notamment la création de l’Association sportive du Centre de traumatologie et de réadaptation (ASCTR) en 1954.

## Biographie

### Jeunesse
Albert Maurice Alfred Charles Tricot, fils de Maurice Tricot (directeur technique à la SBR) et de Jeanne Masson, naît le 12 juillet 1920 à Laeken. Il passe une partie de son enfance à Jumet, où naît en 1928 sa sœur cadette, Jeanine. De retour à Bruxelles, la famille Tricot s’installe boulevard Saint-Michel. En septembre 1932, le jeune Albert Tricot entre au collège Saint-Michel, où il reçoit de nombreux prix notamment en sciences et en langues. Diplômé en 1938, il prend la décision de se tourner vers la médecine et s’inscrit à l’Université libre de Bruxelles en faculté de Médecine, Chirurgie et Accouchement. Cependant le 10 mai 1940, l’Allemagne déclare la guerre à la Belgique. Comme tous les jeunes de son âge, Albert Tricot est réquisitionné par l’armée. Après un séjour de quelques mois en France, il rentre à Bruxelles où il reprend ses études. Les circonstances de la guerre font que le travail ne lui manque pas dura les cinq années d’occupation. Lors de la libération de Bruxelles, c’est d’ailleurs au chevet de blessés qu’il apprend l’heureuse nouvelle. Il sort, diplômé de médecine en juillet 1946.

### Carrière
Albert Tricot est pris en 1947 comme assistant libre au service de chirurgie du CHU Brugmann auprès du chirurgien Pierre Houssa, avec une volonté d’innovation dans les domaines des prothèses et de l’appareillage. Dans ce cadre il retourne la même année à l’ULB, comme chercheur en médecine. En 1949, le professeur Houssa s’adresse à lui afin de concrétiser son projet de création d’un centre de réadaptation pour personnes handicapées qui verra le jour en 1950, appelé Centre de traumatologie et de réadaptation (CTR). Dès 1952 et parallèlement à l’action de Sir Ludwig Guttmann en Angleterre, ils décident d’allier le sport à la réadaptation notamment au travers de la pratique du tir à l’arc. En 1954, Albert Tricot, nouvellement adjoint au CTR, accompagne l’équipe belge lors de sa première participation aux Jeux internationaux de Stoke-Mandeville. L’Association sportive du Centre de traumatologie et de réadaptation (ASCTR), dont il sera plus tard le président, sera créée la même année.
En 1951, il avait épousé à La Louvière, Marcelle Marchand. Ils auront deux enfants : Michèle Tricot née le 20 septembre 1953 et Guy Tricot.
Les docteurs Tricot et Houssa, à la base des Jeux internationaux de Bruxelles, fondèrent le 6 février 1960 la Fédération sportive belge des handicapés – Belgische Sportfederatie voor Gehandicapten (futur Comité paralympique belge). L’année suivante, Albert Tricot participe à la fondation de l’International Medical Society of Paraplegia, créée par Sir Ludwing Guttmann. Très impliqué dans le sport et dans le domaine de la médecine pour les moins valides, il participe en 1962 à la création de la Fédération européenne de Médecine physique et de Réadaptation, dont il deviendra directeur général en 1965. Il continue également son ascension au CTR où il devient chef de département en 1966. 
Albert Tricot voulait également donner un sens pédagogique à son action. Après une licence en médecine sportive et ergothérapie, il devient chef de travaux à l’Institut d’éducation physique de l’ULB et professeur à l’école d’Infirmière de l’hôpital Brugmann. Parlant parfaitement le néerlandais, il est promu en 1976 au grade de professeur à la faculté de Médecine et de Pharmacie de la VUB et à l’Institut d’éducation physique de l’ULB, puis maître de stage dans la formation des kinésithérapeutes. Trois charges qu’il occupera jusqu’en 1986.
Le 1er janvier 1975, le professeur Albert Tricot succéda à son mentor le docteur Houssa comme chef de service-médecin directeur du Centre de traumatologie et de réadaptation. Dans le domaine du sport, il devient vice-président de la Fédération sportive belge des handicapés puis président en mai 1977. Alors qu’il doit se résigner à la pension en 1985 et qu’il quitte l’ULB et le CTR comme membre effectif, il intensifie son implication dans les diverses associations dont il est membre. Président de l’Association francophone internationale des groupes d’animation de la paraplégie dès 1982, membre du groupe d’étude visant à l’évaluation des dispositifs d’aides aux personnes handicapées de la C.E.E. de 1983 à 1992, membre du Conseil d’administration du Comité olympique interfédéral belge et président de la Fondation Van Goethem-Brichant dès 1985 puis à partir de 1988 conseiller auprès de la Commission des affaires sociales pour la création d’une structure européenne pour le sport pratiqué par les personnes handicapées

### Fin de vie
Durant les dernières années de sa vie, Albert Tricot continue son action de promotion du sport pour personnes moins valides notamment au poste de Président de la Royale ASCTR ou encore lors de la Remise du Trophée National Victor Boin. Il devient président d'honneur du Belgian Paralympic Committee dès 2000, dont il reçoit l’Ordre Paralympique en 2006. Par ailleurs depuis 1954 et jusqu'en 2004, Albert Tricot participa comme chef de mission de l'équipe belge lors des différents Jeux paralympiques. Le 24 janvier 2003, c’est la Ville de Bruxelles qui honore le chevalier Tricot en lui dédiant les toutes nouvelles installations de l’ASCTR. En septembre 2004, le Club de rencontre Jean Regniers lui décerne le 9e prix Jean Regniers pour l'Intégration des personnes handicapées. 
Toujours très actif, Albert Tricot décède à Evere le 11 mai 2010 à l'âge de 89 ans.

## Décorations et Distinctions
Capitaine-Commandant de Réserve de la Composante Médicale
 Officier de l’Ordre de Léopold Ier (8 avril 1972).
 Commandeur de l’Ordre de la Couronne (21 juillet 1958).
 Chevalier de l’Ordre du Mérite de la République italienne (2 juin 1978).
Membre de l'Ordre Paralympique (2006)
Proposé à l'anoblissement en 1989 par Sa Majesté le roi Baudouin, Albert Tricot reçoit le titre de chevalier ainsi que ses patentes le 15 mai 1990. 
Ses armes sont composées comme suit : « D’argent, le champ chapé ployé de gueules à trois roues à multiples rayons de l’un et de l’autre. L’écu surmonté d’un heaume d’argent couronné, grillé, colleté et liseré d’or, doublé et attaché de gueules, aux lambrequins d’argent et de gueules. Limier : une voile gonflée d’argent à une antenne du même posée en fasce lié à un mât. Devise : Fortitudo et Voluntas en lettres d’argent sur un listel de gueules. En outre pour l’impétrant l’écu sommé d’une couronne de chevalier ».

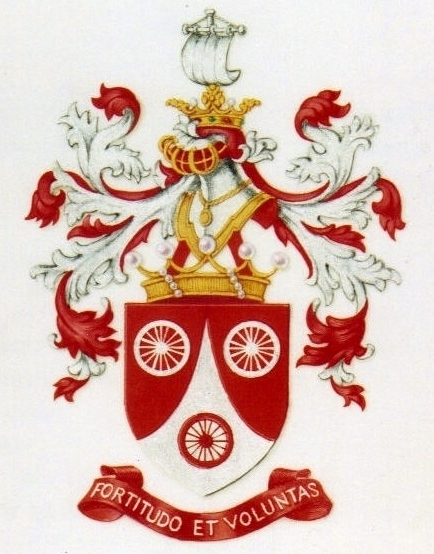
Grandes Armes du chevalier Albert Tricot

## Articles de Revues médicales
- A. TRICOT ; "Le Traitement des Fractures de la Diaphyse Fémorale en combinaison avec la Réadaptation" ; dans le Bulletin de la Société Clinique de l'Hôpital Civil de Charleroi ; Charleroi ; avril 1956 ; pp. 86-95
- A. TRICOT ; "L'Appareillage et les Interventions de Chirurgie orthopédiques chez les Polios" ; décembre 1958
- A. TRICOT ; "Le Traitement de la Paraplégie Traumatique" ; dans le Acta Neurologica Belgica ; Liège ; 1966 ; pp. 909-920
- A. TRICOT ; "Traitement et Réadaptation des Blessés médullaires et des Amputés" ; dans le Bruxelles-Médical ; Bruxelles ; 1976 ; pp. 483-488
- A. TRICOT, N. FRANCOIS, R. WEBER (et alii) ; "Les escarres chez les Paraplégiques" ; dans les Annales de Médecine Physique; 1977 ; pp. 01-06
- A. TRICOT, A HEILPORN (et alii) ; "Traumatologie et Réadaptation" ; dans le Bruxelles-Médical ; Bruxelles ; 1979 ; pp. 393-406
- A. TRICOT, A HEILPORN, D. WELRAEDS, A. ISMAIL (et alii) ; "Utilisation du Stomahesive dans le Traitement des Plaies de décubitus" ; dans le Bruxelles-Médical ; Bruxelles ; 1979 ; pp. 407-409
- A. TRICOT, ; "Le Traitement des Escarres Utilité des différents produits récemment commercialisés pour la cicatrisation ou la préparation chirurgicale" ; dans L. SIMON et J. PELISSIER Les Escarres; Bruxelles ; Masson ; 1984 ; pp. 89-100
- A. TRICOT ; "Indicazioni terapeutiche nelle sequele di traumi al plesso brachiale" ; dans le Europa Medicophysica ; 1985 ; pp. 75-78

- P. HOUSSA, A. TRICOT ; "Traitement et Réadaptation des fractures de la colonne vertébrale avec lésion neurologique" ; dans le Bulletin de la Société Clinique de l'Hôpital Civil de Charleroi ; Charleroi ; 1960; pp. 149-174